# Salenca retusa
La salenca retusa (Salix retusa) és una espècie nana de salze. Es troba a Europa inloent els Pirineus.

## Descripció
Salix retusa fa una alçada d'entre 10 i 30 cm, és dioica i floreix de juny a Juliol. Rarament és una planta erecta, és una mata de tronc toruós. Els aments són oblongs amb més de 10 flors amb anteres grogues. El fruit és una càpsula glabra.

## Distribució
Es troba a les muntanyes del centre i sud d'Europa. Als Pirineus catalans es troba en congestes i zones on s'acumula la neu a la Vall d'Aran, Alta Ribagorça, Conflent i Ripollès a 2000-2700 m d'altitud. Antigament, en el Dryas antic inferior, es trobava a gran part d'Europa.